# Якібюк Василь Григорович
Якібюк (Івандюк) Василь (нар. 1881 — пом. 1945) — український гуцульський майстер дереворізьби та мосяжництва. 

## З життєпису
Родом з с. Криворівні на Гуцульщині. Виробляв мініятюрні декоративні вазочки, пляшки, тарілочки, чарки, прикрашені інкрустацією бісером і металом, інтарсією кольоровим деревом. Твори Якібюка зберігаються у Львівському музеї етнографії та художнього промислу та в Коломийському музеї народного мистецтва Гуцульщини.